# Brandon Jennings
Brandon Jennings (Compton, Califòrnia, 23 de setembre de 1989) és un jugador de bàsquet professional estatunidenc. Juga en la posició de base.

## Lliga italiana
Després d'haver participat en 2008 en el prestigiós McDonald's All American Team, a més d'haver aconseguit en la seva època de high school gairebé tots els premis possibles a nivell individual amb unes mitjanes de 35,5 punts i 6,8  assistències, va renunciar als compromisos que tenia amb les universitats de  USC i  Arizona per problemes d'assolir el nivell acadèmic, decidint anar a jugar una temporada a la Lottomatica Roma de la lliga italiana.
A Roma va jugar 27 partits de lliga, en els quals tenia una mitjana de 5,5 punts i 2,3 assistències, a més de 2,1 robatoris de pilota, únic aspecte en el qual va aparèixer en els rànquings de la lliga entre els 20 millors. legabasket.it Estadístiques de Jennings a Roma Arxivat 2011-12-12 a Wayback Machine., consultat a juny de 2009 El seu millor registre anotador ho va aconseguir en l'Eurolliga, en un partit davant Unicaja de Màlaga, en què va anotar 17 punts.

## Polèmica amb Ricky Rubio
A juny de 2009, Jennings va fer unes polèmiques declaracions en les que deixava en mal lloc el base espanyol Ricky Rubio, comparant-lo amb ell mateix:
| « | És tot publicitat, va jugar els Jocs Olímpics, és professional des dels 14 anys ... tot això et porta a pensar que és correcte que sigui aquí. Quan he jugat amb ell, les seves estadístiques van ser zero punts, dues assistències i dos pilotes perdudes, com pot ser això?. Crec que sóc millor jugador que ell, tir millor, les úniques vegades que li he vist fer alguna cosa bona és una passada de beisbol o alguna cosa així | » |

Pocs dies després, després d'adonar de la magnitud de les seves paraules, va demanar perdó públicament a través del seu Twitter:
| « | Crec que em vaig passar. Em vaig equivocar dient que ell és tot propaganda, no és just. Em vaig equivocar. Fora de la pista, Ricky Rubio és un gran tipus. Mai vaig voler faltar al respecte. De tota manera penso que sóc el millor jugador del draft i he de ser número 1 | » |

## NBA
Va ser triat en la desena posició del Draft de l'NBA del 2009 per Milwaukee Bucks. nbadraft.net 2009 NBA Draft  Arxivat 2009-06-28 a Wayback Machine., consultat a juny de 2009
El 15 de novembre de 2009, es va convertir en el jugador més jove de la història en anotar més de 50 punts en el mateix partit (55 punts davant els Golden State Warriors)
El febrer de 2017 els New York Knicks van rescindir el contracte que els unia des de l'estiu de 2016.